# Арака (хакаський напій)
Ара́ка (хак. ара́ға) — хакаський алкогольний напій, що готується шляхом перегонки з айрану або з кумису, молочна горілка кочових у минулому народів. Звичайна міцність — 3-20 º.
У хакасів існували два види самогонних апаратів: «хазан-хахпах» — західномонгольського (ойратського) типу і східномонгольського (халхаського) типу — «улгер» або «соян-хахпах». Молочну горілку вживали у свята для частування гостей і під час виконання релігійних обрядів.